# Jordé
José Suárez Falcón (Gáldar, 25 de febrero de 1880 – Las Palmas de Gran Canaria, 20 de agosto de 1957) fue un periodista y escritor español, conocido en la prensa de las islas Canarias por firmar bajo el seudónimo de Jordé.

## Trayectoria
Hijo del matrimonio formado por María del Carmen Falcón Vega y Benito Suárez Vega, que tuvieron cuatro hijos: Ignacio, Andrés, María del Pino y José. En 1898, con 18 años, comenzó a colaborar en la prensa diaria firmando bajo el seudónimo de Jordé. También utilizó otros como Zoilillo, cuando realizaba crónicas ligeras sobre versos de copleros, o Roque Nublo, cuando publicaba relatos de carácter isleño.
Realizó crónicas políticas, históricas, costumbristas, literarias o artísticas, así como reseñas de sucesos, biografías o descripciones, que fueron muy valoradas en su época. Fue redactor en los diarios Efemérides, El País, El Comercio, El Liberal, Hoy y Falange, colaborador de los periódicos La Provincia y Diario de Las Palmas, así como director de El Telégrafo, La Defensa y Ecos. También fue corresponsal en Canarias del periódico La Correspondencia de España.
Como literato, comenzó a publicar a partir de 1914, dejando escritas numerosas obras sobre temas canarios. Muchas de ellas pertenecen al Fondo Jordé del Museo Canario, institución a la que se donó su biblioteca y archivo, tras su fallecimiento en 1957 en Las Palmas de Gran Canaria.
En 1914 publicó Al margen de la vida y de los libros y, en 1920, Historia de los establecimientos de enseñanza de Las Palmas. En 1922 publicó Burla Burlando, y diez años después, en 1932, Labor Volandera. A este texto le siguen, Galdós en el teatro contemporáneo (1943), Bocetos biográficos de D. Antonio López Botas, D. Antonio Artiles Ojeda y D. Andrés Navarro Torrent (1952), El Puerto de la Luz y los hermanos León y Castillo (1952) y, por último, Visiones y hombres de la isla (1958).
Jordé compaginó su labor periodística y literaria con su actividad laboral como funcionario de Ayuntamiento de Las Palmas, donde trabajó como bibliotecario y jefe de negociado de Sanidad Municipal, trabajo que cumplió hasta su jubilación.
Durante su vida mantuvo relaciones de amistad con diversas personalidades canarias como los poetas Domingo River, Tomás Morales, Alonso Quesada, Saulo Torón, Fray Lesco, Francisco González Díaz o los pintores Néstor Martín-Fernández de la Torre y Nicolás Massieu; los periodistas Eduardo Benítez Inglott y Juan Sosa Suárez (seudónimo Belarmino); los políticos José Mesa y López y los escritores Luis y Agustín Millares Cubas, entre otros.

## Reconocimientos
Fue elegido socio de Honor de la Asociación de la Prensa de Las Palmas, de la cual fue vicepresidente.
Tanto el municipio de Las Palmas de Gran Canaria como el municipio de Gáldar le han dedicado una calle.